# Prudential Tower
La Prudential Tower és un gratacel situat al barri de  Back Bay, a Boston a l'estat nord-americà de Massachusetts, al nord-est dels Estats Units). Les obres van començar el 1960 i va ser estrenat el 1964 segons els plans de l'arquitecte Charles Luckman. És un edifici amb una estructura d'entramat d'acer, que no té parets mestre, el que li dona una gran flexibilitat. Les façanes són fetes com a mur cortina.
Els 240 metres d'alçada (229 m sense l'antena) i 52 pisos en fan el segon gratacel més alt de Boston darrere la John Hancock Tower. Quan va ser acabat, durant alguns anys va ser l'edifici més alt del món fora de New York.
La torre acull les oficines de la companyia Prudential Insurance.